# Ruth Bechteler
Ruth Bechteler, född Zachrisson 1890 i Eskilstuna, död 29 oktober 1949 i Göteborg, var en svensk konstnär. Hon var gift med Edvard Bechteler.
Bechteler studerade vid Högre konstindustriella skolan i Stockholm och vid Wilhelmsons målarskola i Stockholm, därefter for hon till Dresden där hon studerade en period vid Akademie Simonsson innan hon for vidare till Paris för studier vid André Lhotes målarskola och Académie Moderne samt Académie Scandinave och slutligen Académie de la Grande Chaumière. Tillsammans med sin make ställde hon ut på Fahlcrantz Galleri i Stockholm 1936 och hon medverkade i  samlingsutställningar med Sveriges allmänna konstförening. En minnesutställning med hennes konst visades i Sollefteå 1950. Hennes konst består av tavlor med en berättande poetisk sagoboksstil och grafiska blad samt skulpturer i en mjuk och okomplicerad graciös formgivning.